# Chitonosphaera salebrosa
Chitonosphaera salebrosa là một loài chân đều trong họ Sphaeromatidae. Loài này được Nishimura miêu tả khoa học năm 1969.